# Lindenberg im Allgäu
Lindenberg im Allgäu (eller: Lindenberg i.Allgäu) er den næststørste by i Landkreis Lindau, i regierungsbezirk Schwaben, i den tyske delstat Bayern, og er centrum i Region Westallgäu.

## Geografi
Lindenberg, der ligger ved Deutsche Alpenstraße er en kurby i tågefri højde, og er hjemsted for det eneste hattemuseum i Bayern, der på 300 m² viser hatte, redskaber og belyser historien om hatteproduktionen i området. I 2005 var byen den solrigeste i Bayern, og i 2006 var Lindenberg med 2.217 soltimer den solrigeste by i hele Tyskland.
Waldsee der ligger i en højde af 765,4 meter, er den højstbeliggende mosesø i Tyskland.
Lindenberg im Allgäu er omgivet af kommunerne Scheidegg-Scheffau, Weiler-Simmerberg, Heimenkirch og Röthenbach (Allgäu).